# Begonia boraceiensis
Begonia boraceiensis là một loài thực vật có hoa trong họ Thu hải đường. Loài này được Handro mô tả khoa học đầu tiên năm 1968.